# Sikaiana africana
Sikaiana africana är en insektsart som beskrevs av Frederick Arthur Godfrey Muir 1926. Sikaiana africana ingår i släktet Sikaiana och familjen Derbidae. Inga underarter finns listade i Catalogue of Life.